# جينتيلي بيليني

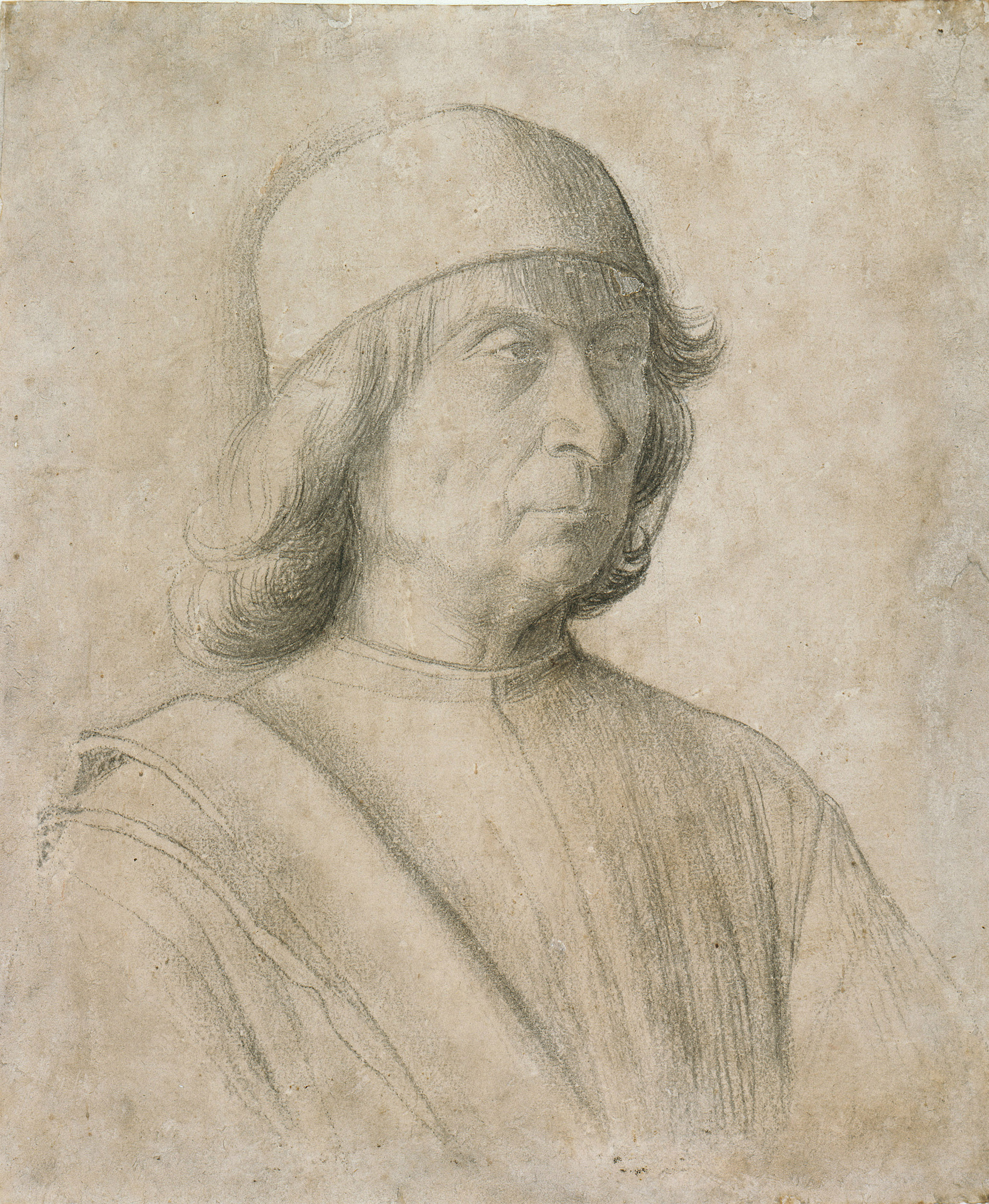
بورتري ذاتي لبيليني، رُسم في العام 1496

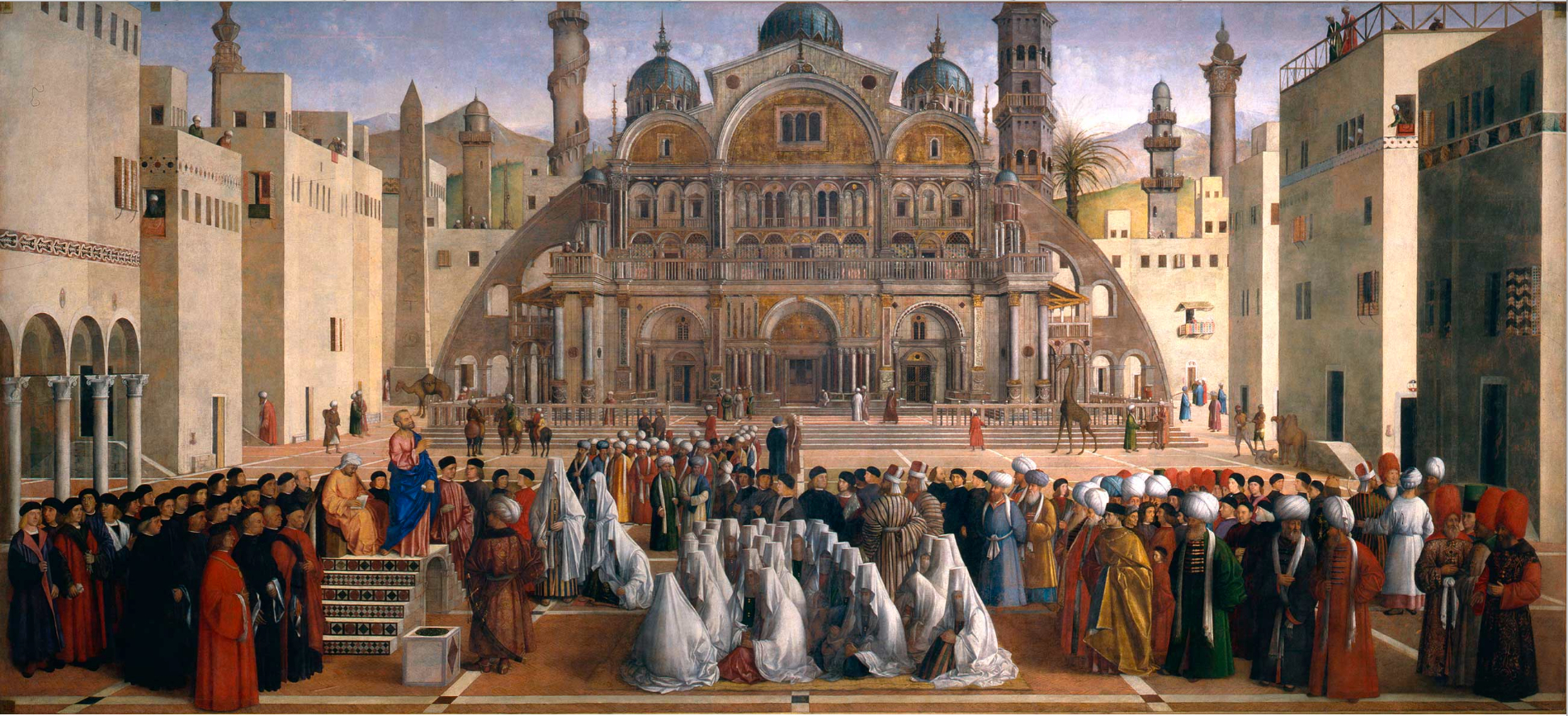
جينتيلي وجوفاني بيليني، القديس مرقص يعظ الناس في الإسكندرية، 1504–7

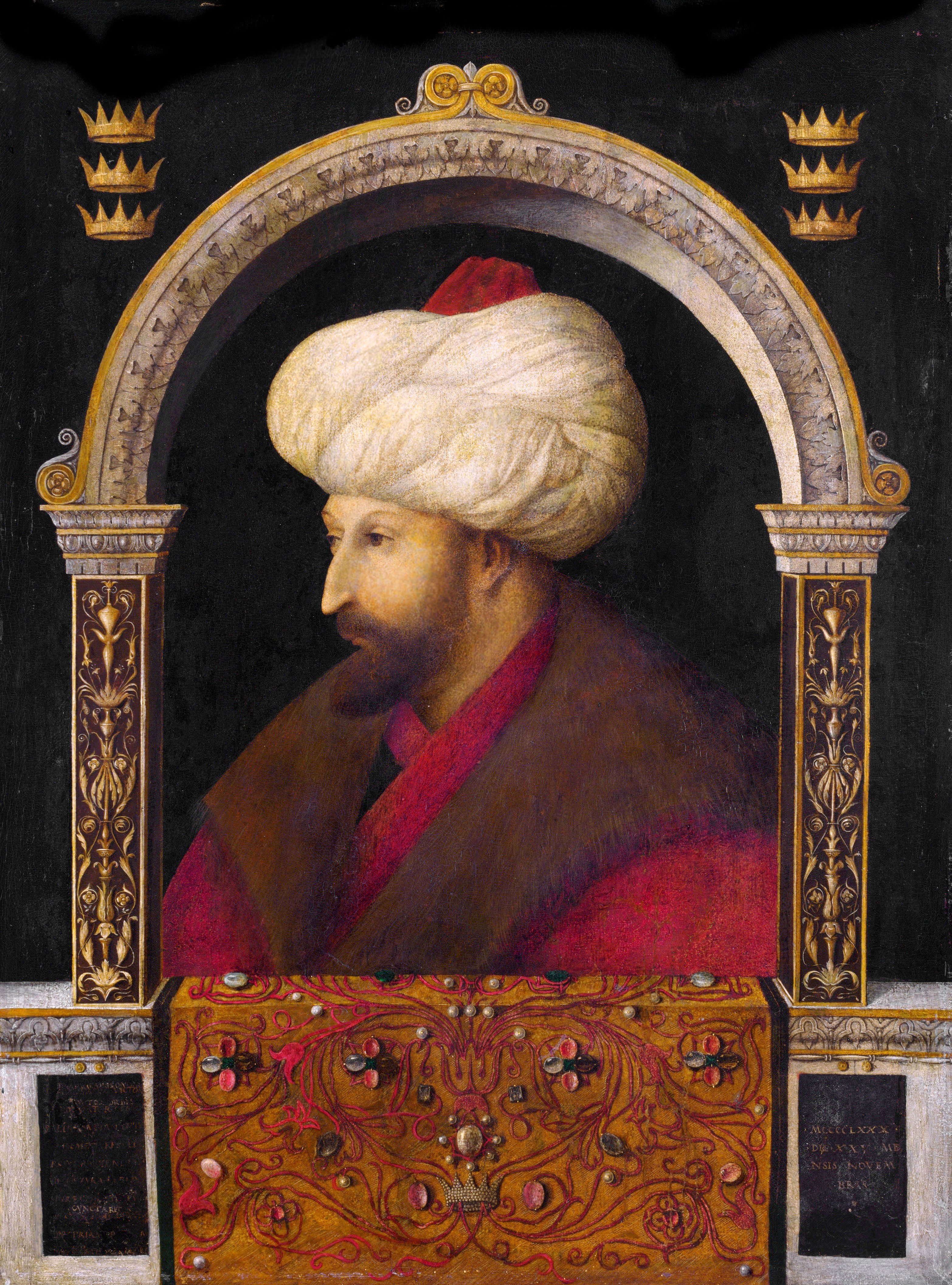
السلطان محمد الفاتح "الثاني"، موجودة في معرض لندن الوطني

جينتيلي بيليني (بالإيطالية: Gentile Bellini) 1429-1507م رسام إيطالي شهير، هو الابن الأكبر للرسام ياكوبو بيليني وشقيق الرسام جوفاني بيليني.
رغم أن جينتيلي كان أقل موهبة من أخيه جوفاني بيليني، إلا أنه تمكن من تحقيق الشهرة في سن مبكرة وحظي بالكثير من التقدير لما كان ينجزه من أعمال فنية. منحه الإمبراطور الروماني رتبة فارس في العام 1469، وفي العام 1479 دعاه السلطان العثماني محمد الفاتح «الثاني» ليرسمه في لوحة بورتريه، ومازالت هذه اللوحة محفوظة في معرض لندن الوطني اشتهر جينتيلي بلوحات البورتريه كما اشتهر أيضا برسوماته الرّحبة، ومن أهمها "Corpus Christi Procession".

## روابط خارجية
- Gentile Bellini in "A World History of Art"
- Gentile Bellini and the East exhibition